# Федерал-Сентер Саут-Уэст
Федерал-Сентер Саут-Уэст или Федеральный центр Юго-Запада (англ. Federal Center SW) — подземная пересадочная станция Вашингтонгского метро на Синей, Оранжевой и Серебряной линиях. Она представлена одной островной платформой. Станция обслуживается Washington Metropolitan Area Transit Authority. Расположена в деловом районе Саут-Уэст Федерал-Сентер на 3-й улице и Ди-стрит, Юго-Западный квадрант Вашингтона. Пассажиропоток — 1.699 млн. (на 2001 год).
Станция была открыта 1 июля 1977 года.
Открытие станции было совмещено с завершением строительства ж/д линии длиной 19,0 км, соединяющей Национальный аэропорт и РФК Стэдиум и открытием станций Арлингтонское кладбище, Вашингтонский национальный аэропорт имени Рональда Рейгана, Истерн-Маркет, Кристал-сити, Кэпитал-Саут, Л'Энфант плаза, Мак-Фёрсон-сквер, Пентагон, Пентагон-сити, Потомак-авеню, Росслин, Смитсониан, Стэдиум-Армэри, Фаррагут-Уэст, Федерал-Триэнгл и Фогги-Боттом — ДВЮ. Оранжевая линия обслуживает станцию со времени открытия 20 ноября 1978 года. Открытие Серебряной линии запланировано на 2013 год.